# Aeroportul Internațional „Ștefan cel Mare” Suceava
Aeroportul Internațional „Ștefan cel Mare” Suceava este un aeroport situat în orașul Salcea, în apropierea municipiului Suceava, România.

## Localizare
Aeroportul International „Ștefan cel Mare” Suceava, cunoscut informal și ca Aeroportul Suceava, se află situat în estul județului Suceava, la o distanță de 12 km est de centrul municipiului Suceava și la 30,5 km vest de centrul municipiului Botoșani. Accesul rutier către aeroport se realizează pe drumul european E58 (DN29), care leagă Suceava de Botoșani. Cea mai apropiată stație de cale ferată este Gara Suceava, situată la aproximativ 9 km distanță, în cartierul sucevean Burdujeni. Aeroportul se află la o altitudine de 419 metri. Se poate ajunge și din Ucraina pe cale rutieră și feroviară, aeroportul fiind situat în apropierea frontierei.

## Istoric
Aeroportul Suceava a fost înființat în anul 1962. Principala companie aeriană din România, TAROM, a operat zboruri comerciale la Suceava din 1962 până în 2001, acestea fiind apoi reluate începând din 2004. În perioada de pauză a TAROM-ului, zborurile au fost asigurate de compania privată Angel Airlines.
În anul 1963 pista este betonată și este construită o platformă de îmbarcare/debarcare pentru pasageri și marfă. Începând din martie 2005, aeroportul poartă denumirea Aeroportul Internațional „Ștefan cel Mare” Suceava, fiind deschis pentru prima dată în istoria sa traficului internațional.
Până la anul 2013 aeroportul nu a avut un trafic intens și un număr mare de pasageri procesați datorită infrastructurei sale destul de învechite. Traficul maxim al acestei perioade a fost înregistrat în anul 2010, când 34.437 de pasageri au folosit aeroportul de la Suceava.
În august 2013 au demarat lucrările de modernizare și extindere a aeroportului. Acestea au presupus mărirea pistei, construirea unui nou turn de control și introducerea unui sistem de aterizare instrumentală. Pista veche era din beton și avea dimensiunile de 1.800 de metri lungime și 30 de metri lățime. Noua pista este asfaltată și este de 2.460 de metri lungime și 45 de metri lățime. Aeroportul a fost redeschis pe 25 octombrie 2015.
Începând din data 12 noiembrie 2015, compania națională TAROM a reluat cursele directe București – Suceava – București.
În anul 2016 au fost deschise următoarele curse: Antalya (charter sezonier) din 18 iunie 2016, Milano (mai exact Aeroportul Bergamo–Orio al Serio) din 3 august 2016 și Londra (Aeroportul Luton) din 19 august 2016.
În anul 2017 au fost inaugurate următoarele curse: Treviso din 18 martie 2017, Bologna și Roma, ambele din 28 martie 2017 (efectuate de Wizz Air) și Torino din 19 iulie 2017 (efectuată de TAROM).
În anul 2018 au fost inaugurate următoarele curse: Bodrum (charter sezonier) din 5 iunie de compania turcă Tailwind Airlines și spre Zakynthos în Grecia (charter sezonier) din 12 iunie. La sfârșitul anului 2018 s-a semnat contractul pentru construirea unui nou terminal și  mărirea celui existent. Vor fi realizate lucrări pentru extinderea în partea de nord a clădirii existente, care va cuprinde zonele de plecări și sosiri pentru pasagerii curselor externe, dar și încăperi conexe acestora, astfel încât activitatea personalului să se desfășoare conform legislației internaționale în domeniu.
În anul 2019 pe aeroportul suceavean s-au deschis cursele spre Monastir în Tunisia (charter sezonier) de compania Nouvelair, spre Hurghada (charter sezonier) efectuată de compania Air Bucharest și spre orașul german Memmingen efectuată de compania Wizz Air, aceasta având trei curse pe săptămână. Tot din acest an, pentru prima dată în istoria Aeroportului Suceava, acesta este deschis 24h/7, și sunt introduse primele curse charter de sărbătorile de Crăciun și Anul Nou în Sharm el-Sheih, zborurile aparținând companiei Air Bucharest.
În anul 2020 pe Aeroportul „Ștefan cel Mare” sunt deschise trei curse noi: spre orasul-port Larnaca din Cipru (din 10 iulie, cu două curse pe săptămână), spre Viena (tot două curse pe săptămână, din 3 iulie), respectiv spre Dortmund, în Germania (din 3 august, de asemenea două curse săptămânale). Toate cele trei curse sunt efectuate de compania Wizz Air. Aeroportul din Suceava a traversat o perioadă de trei luni de cumpănă deoarece au fost anulate toate cursele interne și externe din cauza noului coronavirus (COVID-19). Abia spre sfârșitul lunii mai, compania TAROM a reluat cursele spre București, însă doar de două ori pe săptămână. Ulterior, spre sfârșitul lunii iunie, revin cursele externe efectuate de Wizz Air.
În anul 2021 Ryanair  începe să opereze zboruri de pe Aeroportul Suceava începând de pe 4 iunie.Compania aeriană Ryanair  începe să opereze zboruri de pe Aeroportul „Ștefan cel Mare” Suceava începând de pe 4 iunie pe destinația Veneția-Treviso. Celelalte destinații anunțate de Ryanair de pe Aeroportul Ștefan cel Mare au devenit operaționale de la începutul lunii iulie, respectiv spre Rhodos și Viena din 1 iulie, Milano-Bergamo din 5 iulie și Roma-Ciampino din 6 iulie 2021.
În anul 2022 Wizz Air a inaugurat oficial noua bază de pe Aeroportul „Ștefan cel Mare” Suceava și va avea zboruri către șase noi destinații externe. 
Deschiderea noii baze operaționale de la Suceava presupune alocarea pe Aeroportul ”Ștefan cel Mare” a două aeronave ale companiei Wizz, dar și adăugarea a încă șase noi destinații externe și creșterea frecvențelor pentru zborurile existente. Astfel, noile aeronave vor deservi inițial zborurile pe cinci noi rute, către Paris-Beauvais (Franța), Bruxelles-Charleroi (Belgia), Veneția-Treviso (Italia), Larnaca (Cipru) și Eindhoven (Olanda), începând de la mijlocul acestei luni, iar din luna ianuarie va fi introdus și un zbor către Tel Aviv, în Israel.
În anul 2023 Ryanair se retrage de pe Aeroportul Suceava. Dispar zboruri către șapte destinații externe.Compania Ryanair  renunță la cele șapte rute pe care le opera spre și dinspre Aeroportul Internațional „Ștefan cel Mare” Suceava. Compania low-cost irlandeză a decis suspendarea curselor pe o perioadă nedeterminată, începând din martie 2023.A fost decisă suspendarea curselor:  Suceava – Bruxelles CRL suspendată din 25 martie 2023; Suceava – Dublin suspendată din 26 martie 2023; Suceava – Manchester suspendată din 25 martie 2023;Suceava – Milano BGY suspendată din 26 martie 2023: Suceava – Roma CIA suspendată din 26 martie 2023;Suceava – Treviso suspendată din 23 martie 2023.Suceava – Viena este deja suspendată.
De asemenea, Ryanair suspendă și cursele operate pe aeroporturile din a din Oradea, Sibiu și Timișoara.
În anul 2023 începe să opereze al doilea terminal care va dubla capacitatea anuală de procesare a pasagerilor, depășindu-se numărul de 800.000 de pasageri procesați. Tot acum se deschid următoarele rute sezoniere: spre Hurghada și Sharm el-Sheih (în Egipt), Monastir (în Tunisia) și Heraklion (în insula Creta din Grecia).
În anul 2025 Wizz Air redeschide baza de la Suceava și anunță zboruri noi către Viena, Larnaca, Bruxelles, Karlsruhe, Veneția, Birmingham, Bologna și Milano Bergamo .
Mauro Peneda, directorul general al Wizz Air Malta, a anunțat redeschiderea bazei de la Suceava și noi zboruri care vor fi operate de la Aeroportul Suceava. Noua bază de la Aeroportul Ștefan cel Mare Suceava va avea două avioane Airbus A321neo noi. Din septembrie  vom avea două zboruri săptămânale către Viena, iar din octombrie frecvența acestora va crește la 3 pe săptămână. Din decembrie 2025, WizzAir va opera șapte noi rute, către Larnaca, Bruxelles, Karlsruhe, Veneția, Birmingham, Bologna, Milano Bergamo. De asemenea, din ianuarie 2026, frecvența zborurilor către Dortmund va crește de la 3 la 4 pe săptămână. ”Suntem foarte bucuroși să fim înapoi. Sperăm foarte mult că vă bucurați că ne-am reîntors”, a spus Mauro Peneda.
În anul 2025 Animawings va opera șase curse săptămânale București – Suceava și retur, începând din octombrie .
Compania aeriană 100% românească Animawings  în parteneriat cu Consiliul Județean Suceava și Aeroportul Ștefan cel Mare Suceava, a anunțat, joi, 17 iulie, lansarea zborurilor pe ruta București-Suceava și retur, cu operare începând din 01 octombrie 2025. Pentru a deservi această nouă conexiune, compania a introdus șase frecvențe săptămânale, în zilele de luni, marți, miercuri, joi, vineri și duminică, cu orare de zbor optime și cele mai confortabile condiții la bord.

## Linii de autobuz
TPL Suceava reintroduce linia 8, spre Aeroportul Internațional -Stefan cel Mare -Suceava. 
CONEXIUNI AEROPORT – GARĂ – AUTOGARĂ
ÎNCEPÂND DIN 31 MARTIE 2025
Călătoriile din Suceava spre Aeroportul ”Ștefan cel Mare” sau de la Aeroport către municipiul reședință de județ vor putea fi efectuate din nou cu transportul public în comun, începând de luni, 31 martie 2025.
Tarifele de călătorie sunt aceleași cu cele stabilite pentru celelalte trasee ale TPL – 3 lei călătoria de 60 de minute, 5 lei călătoria de 120 de minute, 5 lei călătoria din mijlocul de transport sau 110 lei un abonament lunar.
Programul de circulație este zilnic, prima plecare, la 4 dimineața, fiind din stația Obcini Flori.
Începând cu ora 05.00 și până la 23.00 plecările sunt din Gara Burdujeni, iar în sens invers, plecările de la Aeroport încep de la 04.30, ultima cursă înspre Gară fiind la 23.30.
La ultimele două curse de la Aeroport, de la 22.30 și de la 23.30, microbuzul TPL circulă din nou pe traseu extins, până în Obcini, la stația Flori.

TRANSFER AEROPORTUL SUCEAVA – CERNĂUȚI
Începând din 25 Noiembrie 2019, legătura între Aeroportul ”Ștefan cel Mare – Suceava” și orașul Cernăuți din Ucraina va fi asigurată prin curse auto de călători, al căror program va fi sincronizat cu orarul zborurilor de pe Aeroportul Suceava.

## Destinații
| Companie          | Destinații |
| ----------------- | --- |
| Animawings        | București–Otopeni(din 1 octombrie 2025) |
| Corendon Airlines | charter sezonier: Antalya (din 1 iunie 2025) , Heraklion (din 10 iunie 2025) |
| Mavi Gök Airlines | charter sezonier: Antalya (din 02 iunie 2025) |
| SkyUp             | charter sezonier: Hurgada (din 13 aprilie 2025) ,Sharm el-Sheih (din 11 aprilie 2025) ,Enfidha (in perioada 3 iunie2025 - 08 iulie 2025) |
| Sky Express       | charter sezonier: Heraklion (din 10 iunie 2025) |
| Tailwind Airlines | charter sezonier: Antalya (din 12 iunie 2025) |
| TAROM             | București–Otopeni, charter sezonier: Larnaca (in perioada 15 iunie 2025 - 13 iulie 2025) |
| Wizz Air          | Londra–Luton, Memmingen, Milano–Malpensa , Roma–Fiumicino, Dortmund,Viena(din 30 septembrie 2025), Larnaca(din 18 decembrie 2025), Bologna(din 16 decembrie 2025) , Veneția(din 16 decembrie 2025) ,Milano-Bergamo(din 15 decembrie 2025) , Bruxelles-Charleroi(din 16 decembrie 2025), Karlsruhe - Baden Baden(din 15 decembrie 2025), Birmingham(din 15 decembrie 2025) |

## Statistici

### Traficul lunar începând cu anul 2017
| Luna       | Pasageri 2017 | Pasageri 2018 | Pasageri 2019 | Pasageri 2022 | Pasageri 2023 | Pasageri 2024 | Comparație 2024 vs. 2023 | Total pasageri cumulat |
| ---------- | ------------- | ------------- | ------------- | ------------- | ------------- | ------------- | ------------------------ | ---------------------- |
| ianuarie   | 8.274         | 23.022        | 25.891        | 31.731        | 63.282        | 45.822        | ▼ 27,6%                  | 45.822                 |
| februarie  | 8.018         | 21.120        | 24.159        | 30.260        | 67.794        | 45.854        | ▼ 32,4%                  | 91.676                 |
| martie     | 13.031        | 23.335        | 28.634        | 50.791        | 64.961        | 48.513        | ▼ 25,3%                  | 140.189                |
| aprilie    | 21.343        | 28.453        | 32.387        | 61.270        | 63.410        | 50.526        | ▼ 20,3%                  | 190.715                |
| mai        | 21.059        | 28.431        | 36.151        | 73.627        | 64.145        | 55.346        | ▼ 13,7%                  | 246.061                |
| iunie      | 25.799        | 34.772        | 43.629        | 77.226        | 79.277        | 76.375        | ▼ 3,7%                   | 322.436                |
| iulie      | 32.801        | 38.966        | 46.858        | 80.829        | 86.651        | 84.076        | ▼ 2,9%                   | 406.512                |
| august     | 34.459        | 38.846        | 47.159        | 83.927        | 84.289        | 86.861        | ▲ 3,1%                   | 493.373                |
| septembrie | 30.626        | 35.152        | 46.682        | 81.377        | 76.277        | 78.784        | ▲ 3,28%                  | 572.157                |
| octombrie  | 26.545        | 30.954        | 38.847        | 70.669        | 65.002        | 72.029        | ▲ 10,81%                 | 644.186                |
| noiembrie  | 18.970        | 23.621        | 27.566        | 57.466        | 42.540        | 47.346        | ▲ 11,29%                 | 691.532                |
| decembrie  | 21.240        | 26.578        | 32.160        | 64.796        | 43.989        | 55.068        | ▲ 25,18%                 | 746.600                |

### Cele mai importante zboruri de la Aeroportul Suceava
| Oraș      | Aeroport          | Decolări/săpt. | Companii aeriene |
| --------- | ----------------- | -------------- | ---------------- |
| Londra    | Londra–Luton      | 16             | Wizz Air         |
| București | București–Otopeni | 10             | TAROM            |
| Roma      | Roma–Fiumicino    | 6              | Wizz Air         |
| Milano    | Milano–Malpensa   | 5              | Wizz Air         |
| Memmingen | Memmingen         | 3              | Wizz Air         |
| Dortmund  | Dortmund          | 2              | Wizz Air         |

| Oraș      | Aeroport  | Decolări/săpt. | Companii aeriene                                                                       |
| --------- | --------- | -------------- | -------------------------------------------------------------------------------------- |
| Antalya   | Antalya   | 8              | TAROM, Corendon Airlines, Pegasus Airlines, Bees Airlines, Fly Lili, Mavi Gök Airlines |
| Heraklion | Heraklion | 3              | FlyOne, Sky Express, Bees Airlines                                                     |
| Monastir  | Monastir  | 1              | HiSky                                                                                  |
| Hurghada  | Hurghada  | 1              | SkyUp                                                                                  |
| Rodos     | Rhodes    | 1              | Fly Lili                                                                               |

Notă: Date statistice preluate de pe site-urile anna.aero și Anker-report.com.

## Imagini

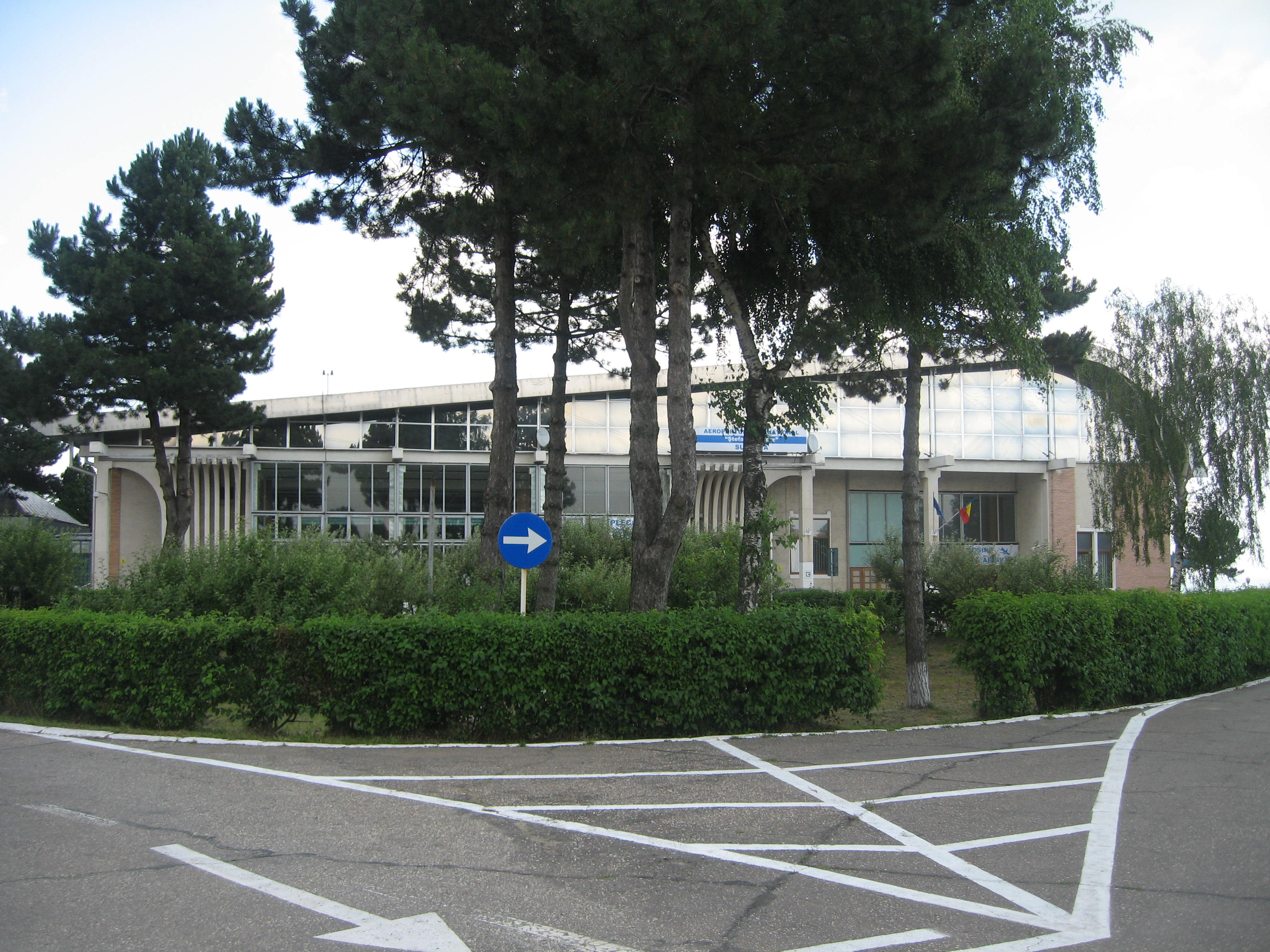
Terminalul aeroportului în 2009
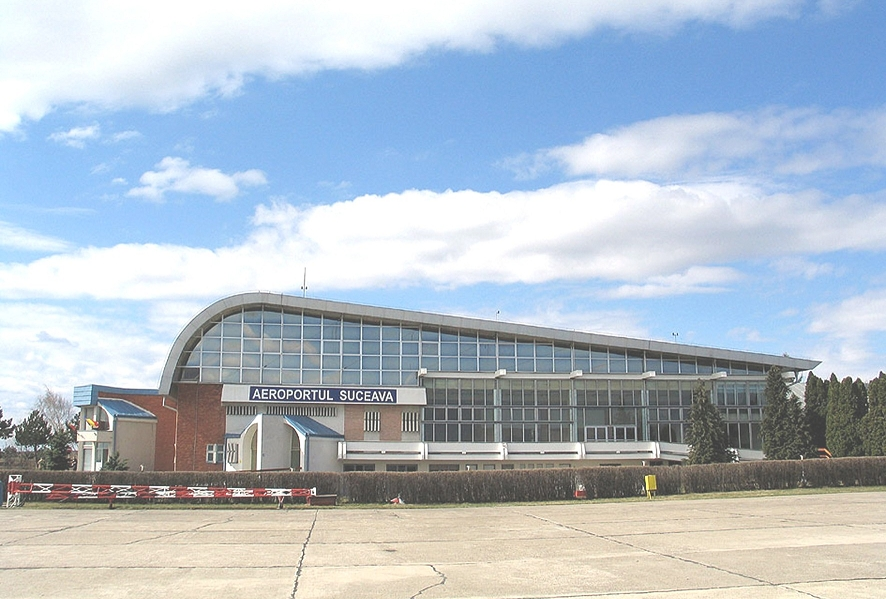
Terminalul aeroportului în 2012
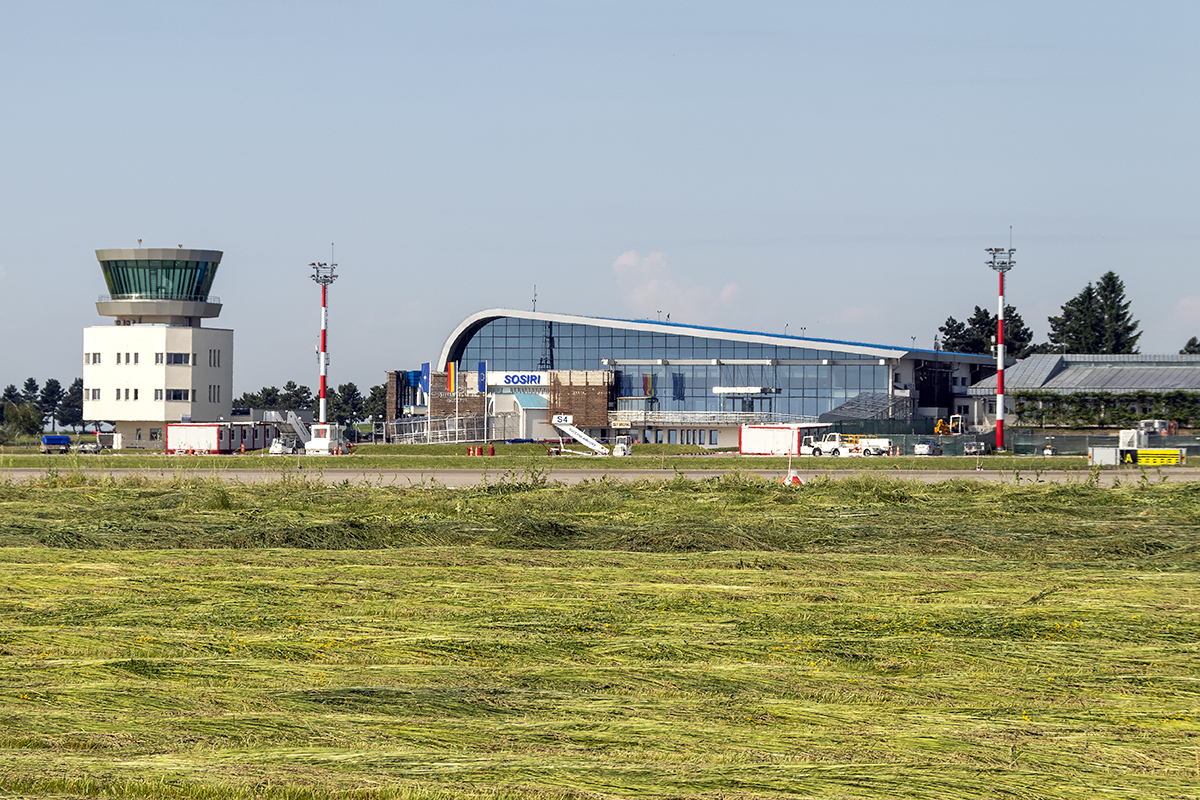
Noul turn de control și terminalul în 2019
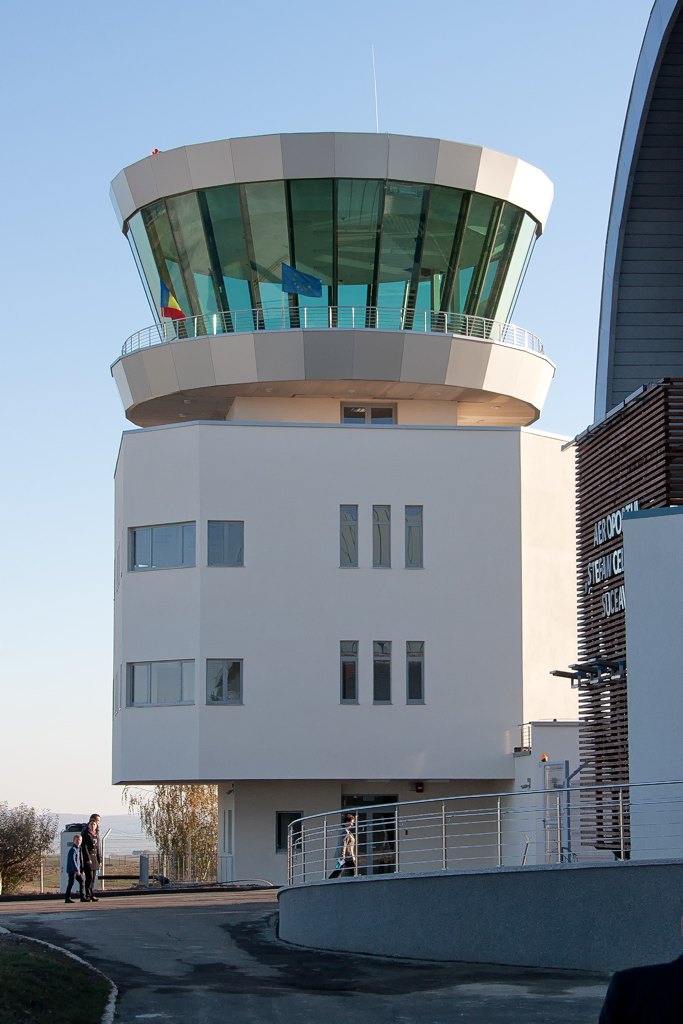
Noul turn de control în 2015
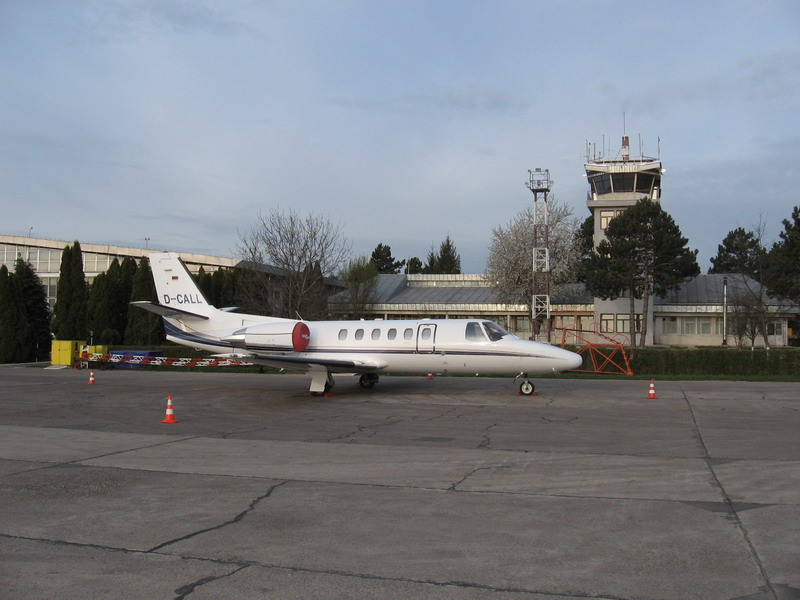
Aeronavă Cessna 550B Citation Bravo la Suceava
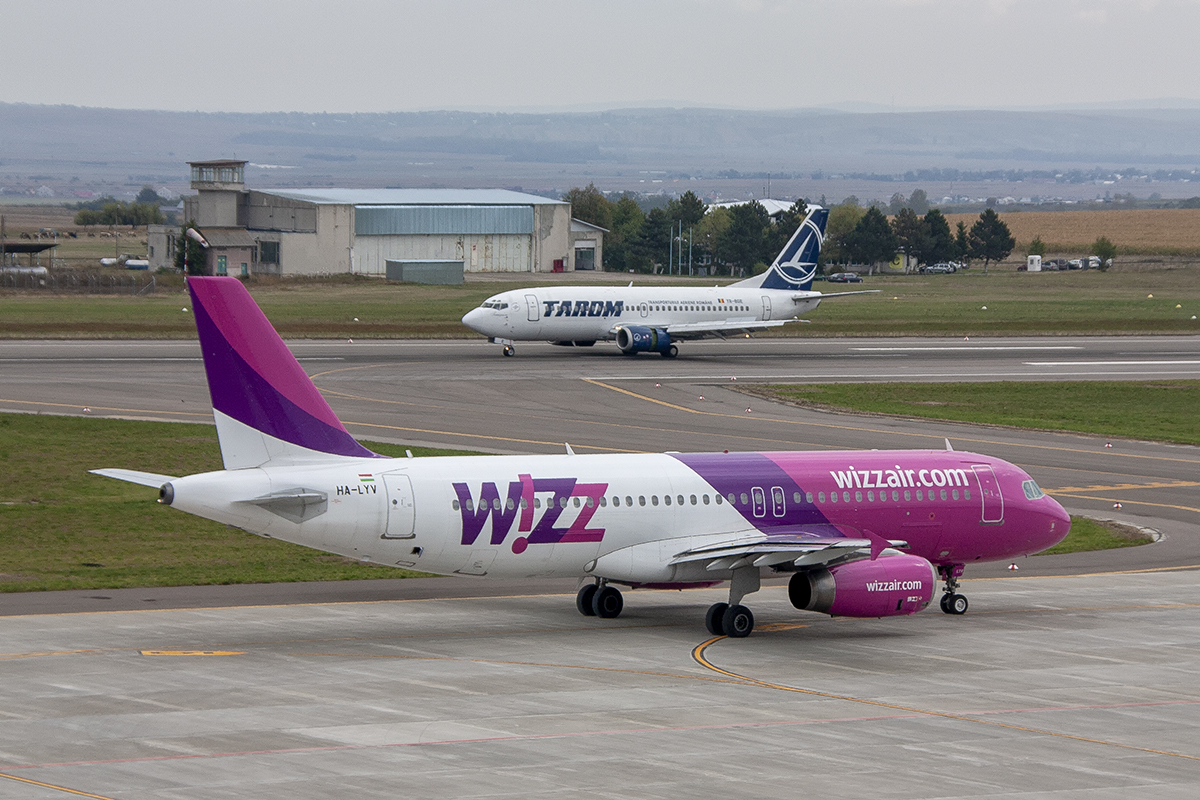
Aeronave Wizz Air și TAROM la Suceava
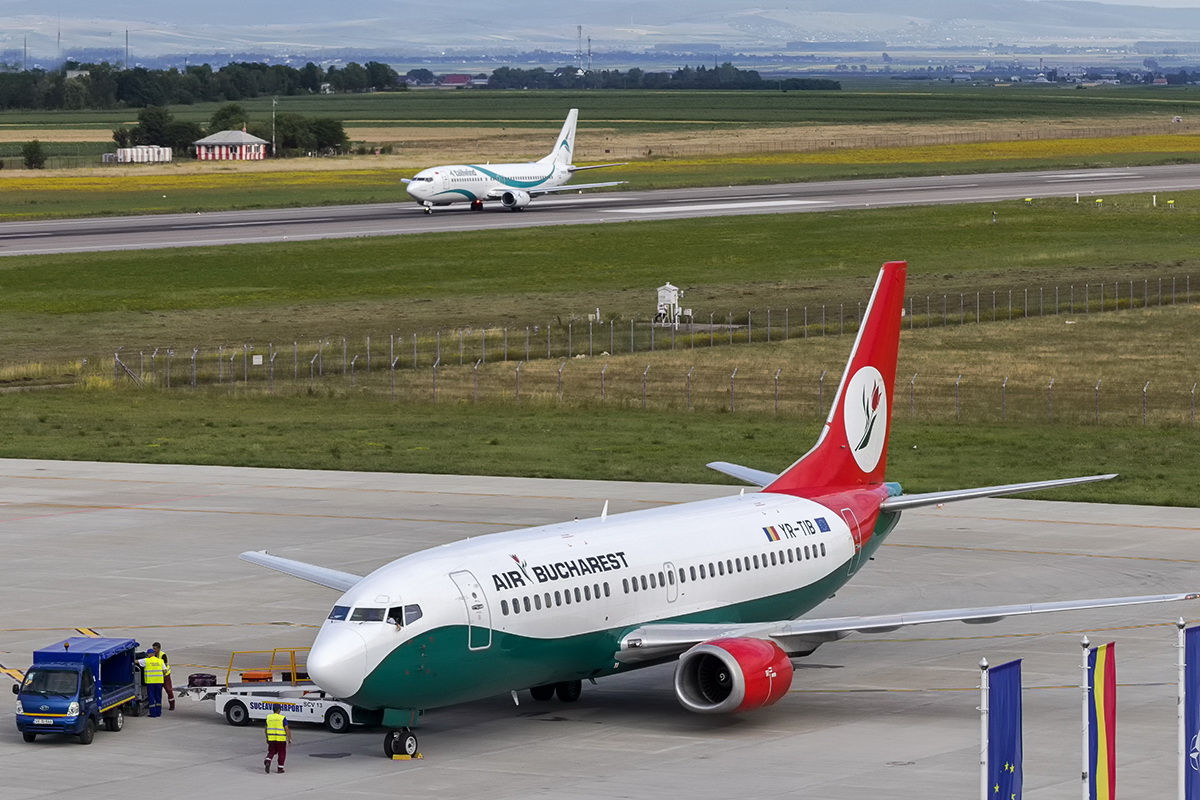
Aeronave Air Bucharest și Tailwind Airlines la Suceava
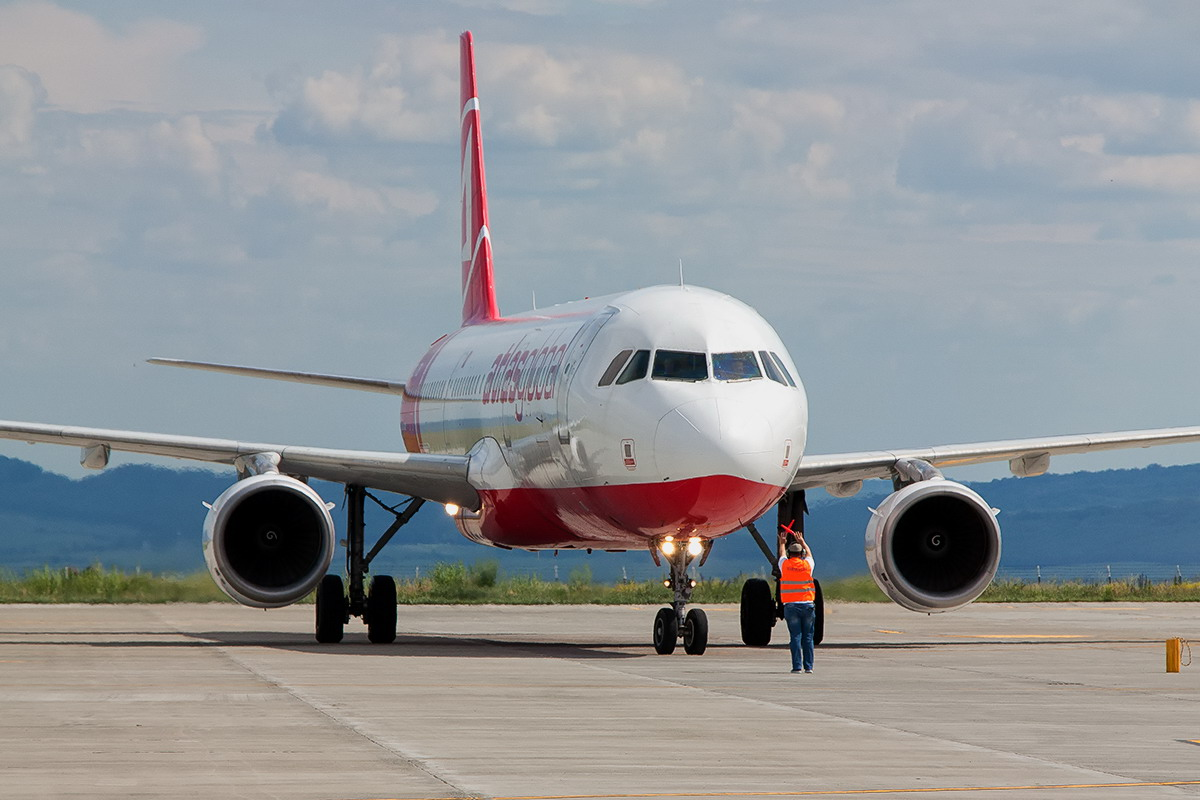
Aeronavă AtlasGlobal la Suceava
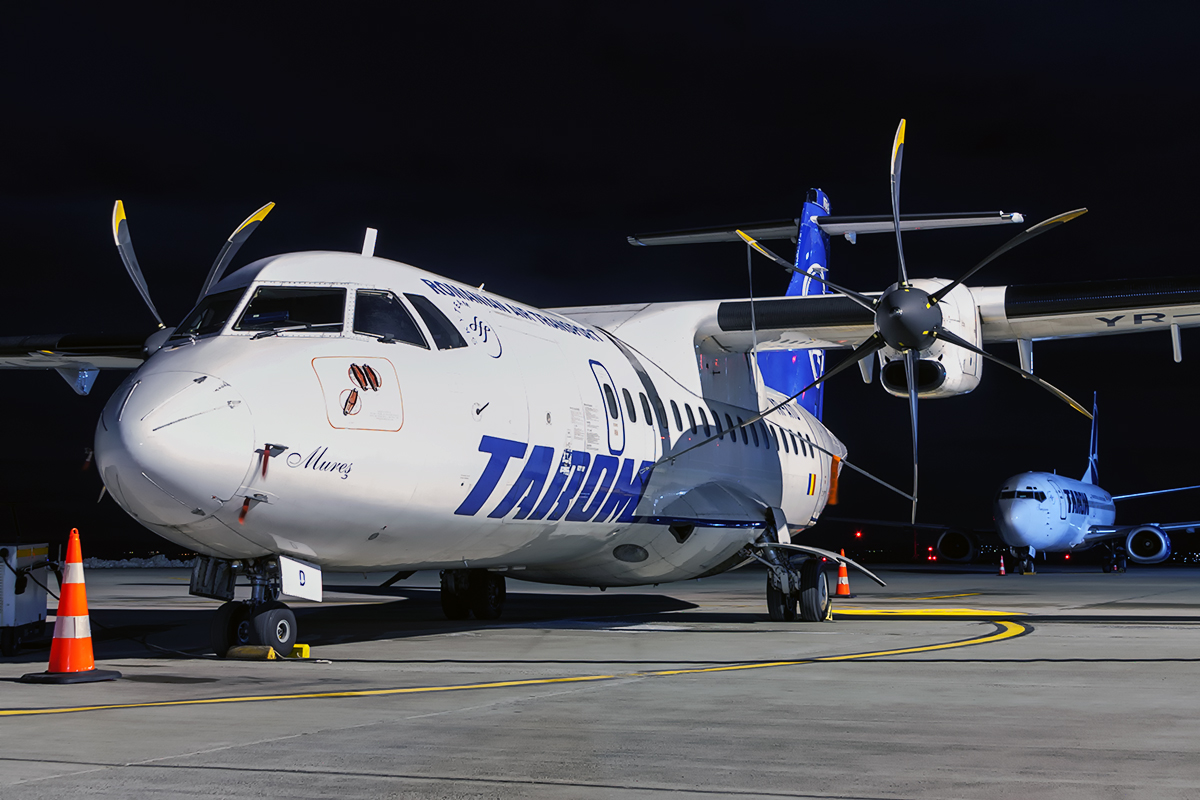
Aeronavă TAROM ATR-42-500 la Suceava
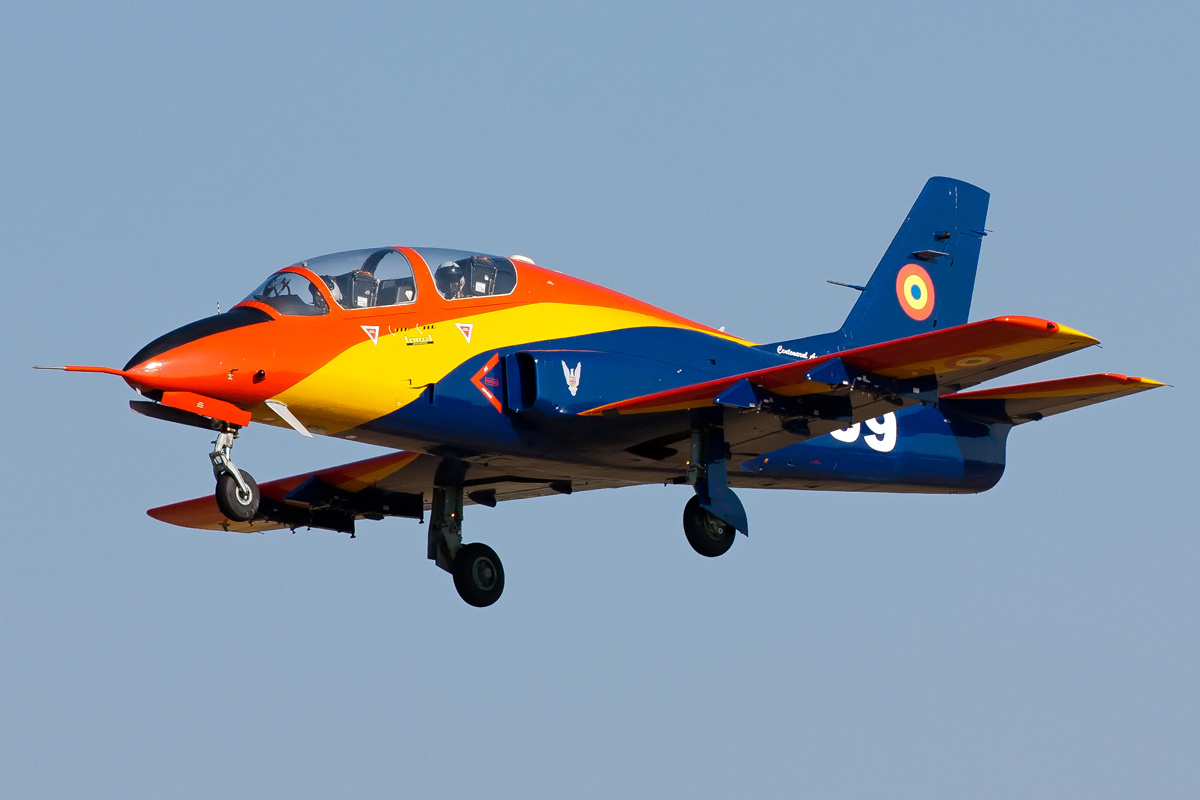
Avion IAR-99 Șoim aterizând la Suceava
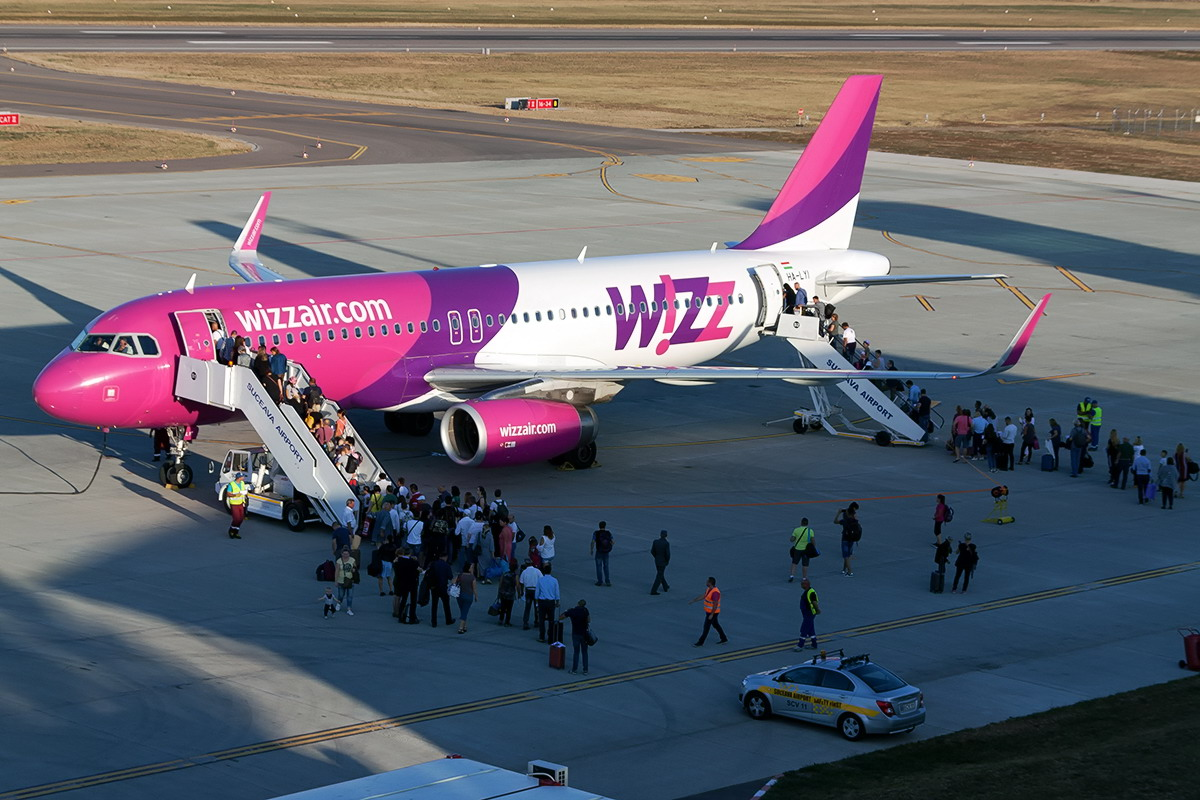
Îmbarcarea cursei Milano–Suceava în 2017

## Legături externe
- Materiale media legate de Aeroportul Internațional „Ștefan cel Mare” Suceava la Wikimedia Commons
- Site oficial Aeroportul Internațional „Ștefan cel Mare” Suceava
- Aeroportul Suceava „Ștefan cel Mare” pe eSky.ro